# Molineux Stadium
Molineux Stadium (eller bare Molineux) er et fodboldstadion i Wolverhampton i England, der er hjemmebane for Premier League-klubben Wolverhampton Wanderers Stadionet har plads til 31.750 tilskuere, og alle pladser er siddepladser. Det blev indviet i år 1889, men har flere gange siden gennemgået renoveringer, der har givet stadionet sit nuværende udseende. 